# 1976年度香港小姐競選
《1976年度香港小姐競選》（英語：Miss Hong Kong Pageant 1976）是香港電視廣播有限公司（無綫電視）舉辦的選美活動，於1976年舉行，有534人參加，結果由林良蕙獲得冠軍、梁靜文獲得亞軍、徐美玲獲得季軍、繆騫人獲得「最上鏡小姐」，林良蕙得悉自己獲得冠軍後歡喜若狂，高興得手舞足蹈、喜極而泣，並不時以飛吻贈予評判，與歷年來的香港小姐獲獎時的表現截然不同，被視為香港選美史上的經典情節。

## 簡介
《1976年度香港小姐競選》由1976年3月4日至4月3日期間公開接受報名，年齡介乎17至24歲、持有中學畢業或以上學歷的未婚女性，在提名人推薦下均可報名參選。由無綫電視為30名獲選進入準決賽的佳麗安排一系列的課程，指導她們的化妝、儀態及應對技巧，並提供競選時所穿著的泳裝及發放晚裝、旗袍的服裝津貼，化妝品則由贊助商提供。競選的佳麗必須穿著西式晚禮服、泳裝、便服及旗袍出場，評判團以佳麗的儀態、風度、容貌及身材為評分準則，選出冠軍、亞軍、季軍、最上鏡小姐及友誼小姐。冠軍佳麗可代表香港參加1976年首次在香港舉行的環球小姐競選，亞軍及季軍佳麗則分別代表香港參加世界小姐及國際小姐競選。

## 獎金及獎品
此屆選美比賽的冠軍佳麗除了獲得無綫電視贈送的港幣2萬元獎金、港幣15,000元服裝費及獎品之外，同時亦可獲得《1976年度環球小姐競選》贊助商所送出的港幣3萬元特別獎金，作為環球小姐競選首次在香港舉行的紀念，而冠軍佳麗的提名人可獲得價值港幣4,250元的26吋彩色電視機一部作為獎品；亞軍佳麗可獲得港幣1萬元獎金及港幣15,000元服裝費；季軍佳麗可獲得港幣5千元獎金及港幣15,000元服裝費。

## 參賽佳麗
《1976年度香港小姐競選》準決賽於1976年5月16日晚上八時在電視城舉行；決賽於同年的5月23日晚上8時在利舞台舉行，由劉家傑、何守信擔任司儀，評判團成員包括：韋彼得、莊立頓夫人、甘銘、廖本懷夫人、郭志權。下表列出《1976年度香港小姐競選》30位候選佳麗的編號、姓名以及所獲得的獎項：
| 參賽編號 | 參選時姓名              | 晉身決賽 | 獎項       | 參考／備註 |
| -------- | ----------------------- | -------- | ---------- | ---------- |
| 1        | 劉綺薇                  |          |            |            |
| 2        | 張芷研                  | ✓        |            |            |
| 3        | 彭慧莊                  |          |            |            |
| 4        | 梁有愛                  |          |            |            |
| 5        | 溫金燕                  |          |            |            |
| 6        | 王文靜                  | ✓        |            |            |
| 7        | 吳淑明                  | ✓        | 友誼小姐   |            |
| 8        | 李倩婷                  |          |            |            |
| 9        | 繆騫人                  | ✓        | 最上鏡小姐 |            |
| 10       | 張愛英                  | ✓        |            |            |
| 11       | 陳佩瑜                  | ✓        |            |            |
| 12       | 林良蕙                  | ✓        | 冠軍       |            |
| 13       | 何安斯                  |          |            |            |
| 14       | 陳佩桃                  |          |            |            |
| 15       | 陳晏儀                  |          |            |            |
| 16       | 林貞蘭                  | ✓        |            |            |
| 17       | 劉健華                  |          |            |            |
| 18       | 江淑芬                  |          |            |            |
| 19       | 謝潔冰                  |          |            |            |
| 20       | 邱苑華                  | ✓        |            |            |
| 21       | Julie Catherine Spowage |          |            |            |
| 22       | 王憲華                  |          |            |            |
| 23       | 黃曉真                  |          |            |            |
| 24       | 梁靜文                  | ✓        | 亞軍       |            |
| 25       | 周美施                  | ✓        |            |            |
| 26       | 劉嘉璧                  | ✓        |            |            |
| 27       | 鄧麗媚                  | ✓        |            |            |
| 28       | 任連平                  | ✓        |            |            |
| 29       | 鄧淑賢                  |          |            |            |
| 30       | 徐美玲                  | ✓        | 季軍       |            |

## 反響及評價
決賽當天，林良蕙得知自己獲得冠軍後，高興得瘋狂大笑、手舞足蹈、還未戴上冠軍綵帶已經坐上寶座，用手指指着觀眾及鏡頭，並不時以飛吻贈予評判，與歷年來的香港小姐獲獎時的表現截然不同，成為大眾談論的焦點。當時有人批評她表現失儀、失去淑女本色、有失香港小姐的風度，但也有人認為她率真自然、不造作，讓觀眾感受到那份發自內心的喜悅，隨後大眾對她的評價大多是正面，有媒體以「最率真港姐」、「最豪放港姐」來形容林良蕙，認為她的表現絲毫不做作，盡顯天真個性，同時認為她的性格之中有幾分男性的豪邁奔放，有一些女中英豪的味道。時裝設計師鄧達智認為小時候移居英國的林良蕙，具有東方女孩的五官氣質及西方女孩的活躍個性，獲選為香港小姐冠軍時被香港大眾視為「爆冷」，但卻能在以西方人為主要評審團的《環球小姐競選》中入選前12名，反映出華人與西方人之間有不同的審美觀。